# یواس‌اس الدرامین (ای‌کی-۱۱۶)
یواس‌اس الدرامین (ای‌کی-۱۱۶) (به انگلیسی: USS Alderamin (AK-116)) یک کشتی بود که طول آن ۴۴۱ فوت ۶ اینچ (۱۳۴٫۵۷ متر) بود. این کشتی در سال ۱۹۴۳ ساخته شد.